# Medalla Echegaray
La Medalla Echegaray es el más alto galardón científico concedido por la Real Academia de Ciencias Exactas, Físicas y Naturales, a instancias de Santiago Ramón y Cajal tras la concesión del Premio Nobel a D. José Echegaray, para el reconocimiento de la trayectoria científica de una persona. La primera vez que fue concedido fue en 1907 al propio José Echegaray. La primera mujer a la que se otorgó fue a Margarita Salas en 2016, más de cien años después de la creación del premio. Hasta 2022 ha sido otorgada dieciocho veces.

## Premiosotorgados
- 1907 José Echegaray[2]
- 1910 Eduardo Saavedra[3]
- 1913 SAS el Príncipe Alberto I de Mónaco[4]
- 1916 Leonardo Torres Quevedo
- 1919 Svante Arrhenius
- 1922 Santiago Ramón y Cajal
- 1925 Hendrik Antoon Lorentz[5]
- 1928 Ignacio Bolívar
- 1931 Ernest Rutherford[1]
- 1934 Joaquín María de Castellarnau[6]
- 1968 Obdulio Fernández[3]
- 1975 José María Otero de Navascués[3]
- 1979 José García Santesmases[3]
- 1998 Manuel Lora Tamayo[3]
- 2016 Margarita Salas[7]
- 2018 Mariano Barbacid[8]
- 2020 Francisco Guinea[9]
- 2022 José Antonio Carrillo de la Plata[10]
- 2025 Luis Oro Giral[11]